# Gordon Dahlquist
Gordon Dahlquist (* 1961 in Seattle, Washington)   ist ein US-amerikanischer Schriftsteller und Bühnenautor.

## Leben
Seit 1988 arbeitet und lebt Dahlquist, Sohn eines Soldaten, in New York City, wo auch einige seiner Stücke aufgeführt wurden. Er absolvierte eine Ausbildung am Reed College, anschließend ein Dramaturgiestudium an der Columbia University in New York. Seine Stücke Mesilina und Delirium Palace wurden mit dem Garland Playwriting Award ausgezeichnet; für Tomorrow Come Today erhielt Dahlquist 2015 den James Tait Black Memorial Prize. Seine Kurzfilme, für die er selbst Regie führte, wurden auf verschiedenen Festivals gespielt.
Dahlquists Debütroman Die Glasbücher der Traumfresser, eine Mischung aus Kriminalroman, Science Fiction und Fantasy erhielt sehr gute Kritiken und erzielte in den USA auch beachtliche Bestsellerplatzierungen. Seither erschienen zwei weitere Bände der Serie, The Dark Volume (2008) und The Chemickal Marriage (2012). Die deutsche Übersetzung der Trilogie erschien im Blanvalet Verlag.

## Bibliografie
The Glass Books of the Dream Eaters / Die Glasbücher der Traumfresser (Romantrilogie)
- 1 The Glass Books of the Dream Eaters (2006)
  - Deutsch: Die Glasbücher der Traumfresser. Übersetzt von Bernhard Kempen. Blanvalet, München 2009, ISBN 978-3-442-37274-4.
- 2 The Dark Volume (2008)
  - Deutsch: Das Dunkelbuch. Übersetzt von Susanna Mende. Blanvalet, München 2009, ISBN 978-3-7645-0241-6.
- 3 The Chemickal Marriage (2012)
  - Deutsch: Die Alchemie des Bösen. Übersetzt von Susanna Mende. Blanvalet, München 2013, ISBN 978-3-442-38014-5.

Romane
- The Different Girl (2013)